# Institut für Weltraumforschung

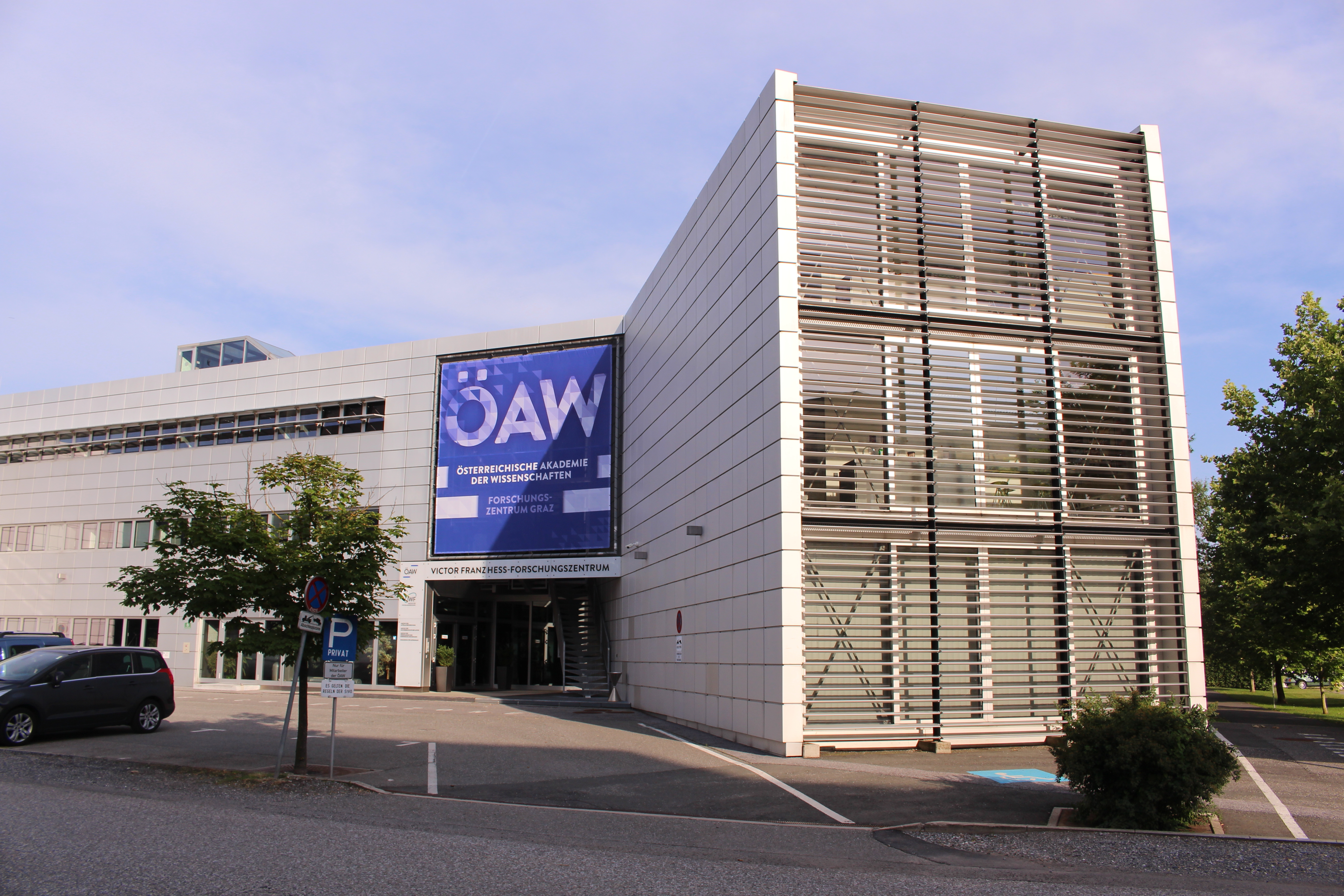
Institut für Weltraumforschung in Graz

Das Institut für Weltraumforschung (IWF) (kurz oft: Weltrauminstitut oder IWF Graz) in Graz beschäftigt sich seit über 50 Jahren mit der Physik unseres Sonnensystems und der Vielfalt der extrasolaren Planeten, auch Exoplaneten genannt. Mit rund 100 Mitarbeiterinnen und Mitarbeitern aus zwanzig Nationen ist es nicht nur eines der größten Institute der Österreichischen Akademie der Wissenschaften (ÖAW), sondern auch das einzige Institut in Österreich, das weltraumtaugliche Messgeräte im großen Rahmen entwickelt und baut. Die bei Weltraummissionen gewonnenen Daten werden am Institut wissenschaftlich analysiert und physikalisch interpretiert. Direktorin des Instituts ist seit 1. Oktober 2021 die Astrophysikerin Christiane Helling (in Nachfolge von Wolfgang Baumjohann), ihr Stellvertreter ist Luca Fossati. Seit Herbst 2000 ist das IWF im Victor Franz Hess-Forschungszentrum der ÖAW im Süden von Graz beheimatet.

## Forschungsschwerpunkte
Im Jahr 2024 ist das IWF an 24 internationalen Weltraummissionen beteiligt, die von der Europäischen Weltraumorganisation (ESA), der NASA oder nationalen Weltraumagenturen in Japan, China und Südkorea geleitet werden. Die Missionen reichen von Satellitenflotten im erdnahen Weltraum (Cluster, CSES-1, GK-2A, Macau Science 1, MMS, Themis) über die Sonnenbeobachtung (Stereo, Solar Orbiter) bis zur Erforschung von Planeten wie Merkur (BepiColombo), Mars (Tianwen-1), Jupiter (Juno, JUICE) und extrasolaren Planeten (CHEOPS, CUTE, Ariel, NewAthena, PLATO). An Bord der ESA-Mission Rosetta war das IWF mit fünf wissenschaftlichen Instrumenten beteiligt.
Die Schwerpunkte in der Geräteentwicklung sind der Bau von Magnetometern und Bordcomputern sowie die Laserdistanzmessung zu Satelliten und Weltraumschrott, die am Observatorium Lustbühel – einer Außenstelle des Instituts – durchgeführt wird. Die wissenschaftliche Datenauswertung dient vor allem der Untersuchung dynamischer Prozesse in der Weltraumplasmaphysik und der Erforschung der oberen Atmosphäre von Planeten und Exoplaneten. Vom Bau der Messgeräte bis zur Auswertung der Daten beträgt die Projektlaufzeit 10–30 Jahre.

## Mission Statement
Motivation für die Forschung und Technologieentwicklung am IWF ist der Platz der Menschheit im Universum. Drei fachübergreifende Herausforderungen dienen dabei als Triebfeder:
- Die unerwartet große Vielfalt der entdeckten extrasolaren Planeten sowie ihrer Planetensysteme.
- Die Einzigartigkeit der Erde und des Sonnensystems, die extrem genau auf die Existenz von terrestrischem Leben abgestimmt sind.
- Die Verantwortung der Menschheit für den Planeten Erde.

## Geschichte
Am 24. April 1970 wurde in der Gesamtsitzung der Österreichischen Akademie der Wissenschaften die Gründung des Instituts für Weltraumforschung beschlossen. Zu Beginn gab es mehrere Abteilungen (Plasmaphysik, Optische Nachrichtentechnik, Experimentelle Weltraumforschung, Satellitengeodäsie, Ionosphärenforschung mit Funkmess-Satelliten) in Graz, Innsbruck und Wien. 1974/1975 wurden diese am Standort Graz zusammengefasst. Geschäftsführender Direktor wurde Otto Burkard, Willibald Riedler wurde zunächst stellvertretender Direktor, 1984 wurde er zum geschäftsführenden Direktor bestellt. 2001 wurde Wolfgang Baumjohann als Nachfolger von Willibald Riedler Abteilungsleiter, Hans Sünkel wurde zum geschäftsführenden Direktor bestellt. 2004 folgte ihm Wolfgang Baumjohann als geschäftsführender Direktor nach. 2015 wurden nach der Emeritierung von Hans Sünkel und Helmut O. Rucker die Abteilungen aufgelöst und das Institut in vier Forschungsbereiche mit neun Arbeitsgruppen gegliedert.
Mit 1. Oktober 2021 folgte die deutsche Astrophysikerin Christiane Helling Wolfgang Baumjohann als Direktorin nach, Baumjohann trat den Ruhestand an. Seither besteht das IWF aus [acht Forschungsgruppen], von denen sich drei mit dem neuen Forschungsschwerpunkt Exoplaneten befassen.

## Weltraummissionen
Laufende Weltraummissionen mit IWF-Beteiligung:
- BepiColombo
- CHEOPS
- Cluster
- CSES-1
- CUTE[24]
- GK-2A
- JUICE
- Juno
- MACAU SCIENCE 1[25]
- MMS
- Solar Orbiter
- STEREO
- THEMIS
- Tianwen-1

Zukünftige Weltraummissionen mit IWF-Beteiligung:
- ARIEL
- Comet Interceptor
- CSES-2
- FORESAIL-2[27]
- HelioSwarm[28]
- NewAthena
- PLATO
- SMILE
- Space Weather Follow On (SWFO)[29]
- VIGIL

Abgeschlossene Weltraummissionen mit IWF-Beteiligung:
- Austromir-91
- Cassini-Huygens
- COROT
- Deep Space 1
- Double Star
- Equator-S[31]
- GOCE
- InSight
- Interball[32]
- Phobos
- Rosetta
- Spacelab 1
- Van Allen Probes
- Vega 1/2
- Venera 13/14
- Venus Express